# Giussano
Giussano (brianzoeu: Giüssàn) és un municipi italià, situat a la regió de la Llombardia i a la província de Monza i Brianza. L'any 2005 tenia 25.956 habitants.